# 4161-es busz
A 4161-es jelzésű regionális autóbuszvonal Ózd, Bükkmogyorósd, Csokvaomány, Dédestapolcsány és Mályinka között húzódik, amelyet a MÁV Személyszállítási Zrt. üzemeltet.

## Útvonala
Az autóbuszvonal Borsod-Abaúj-Zemplén vármegye 2. legnagyobb városát, az Ózdi járás központját, Ózdot köti össze az Upponyi-hegység számos településével egészen a Bükk lábánál fekvő Mályinkáig. A járatok útjuk során keresztülhaladnak Farkaslyuk, Csernely, Lénárddaróc, Nekézseny és Dédestapolcsány falvakon, valamint minden alkalommal kitérést tesznek Bükkmogyorósd és Csokvaomány (2024-ig Tólápára is) községekbe, utóbbi jellemzőjük által közlekednek eltérő számozással a 4160-as buszoktól, melyek majdhogy ugyanezt az utat teszik meg.
A 2025. június 21-én esedékes menetrendi változások értelmében a hétköznap reggel Ózdról induló járat az ózdi Almási Balogh Pál kórházhoz kitérést tesz az 1-es helyijáratok útvonalán.

## Közlekedése
Indításai a hét minden napján történnek, hétköznap 1 és egy fél járatpár, hétvégén 2 járatpár közlekedik Ózd és Mályinka között. Munkanapi reggeleken Csokvaományról is indul busz, mely a nagyvárosba tart. Naponta 1 késő esti járatról Dédestapolcsány után Mályinkára csak utazási igény esetén közlekedik.
A járatok minden megállóhelyen megállnak, menetidejük 40 kilométeren alig több, mint 1 óra.
| Viszonylat                                | Indításszám     | Közlekedési rend |
| ----------------------------------------- | --------------- | ---------------- |
| Ózd, aut. áll. – Mályinka, tűzoltószertár | 2 oda, 1 vissza | munkanapokon     |
| Ózd, aut. áll. – Mályinka, tűzoltószertár | 2 pár           | hétvégén         |
| Csokvaomány, Fő tér ➝ Ózd, aut. áll.      | 1 oda           | munkanapokon     |

### Csatlakozást biztosít
- Ózd, autóbusz-állomáson – Miskolc felé autóbuszra (3770).

### Járművek
Az autóbuszvonalon ózdi illetőségű szóló autóbuszok közlekednek, melynek legtöbbje Credo Econell 12 típusú. Emellett nem ritkák az Irisbus Crossway és a Scania Touring járművek megjelenése.

## Megállóhelyei
| 0                                    | Ózd, autóbusz-állomás végállomás           | 0.0 km  | 1, 2, 2A, 3, 4, 6, 7, 8, 12, 20A, 21, 23, 26, 46, 47, 68, 74, 76, 78 1031, 1034, 1051, 1369, 1384, 1411 3410, 3770, 3773, 4101, 4102, 4104, 4140, 4145, 4147, 4148, 4150, 4151, 4153, 4155, 4157, 4158, 4160, 4180, 4185, 4186 |
| 1                                    | Ózd, Hotel Ózd                             | 0.6 km  | 1, 2, 4, 8, 12, 20, 21, 23 4101, 4102, 4153, 4158, 4160 |
| 2                                    | Ózd, Petőfi tér                            | 1.2 km  | 1, 2, 4, 8, 12, 20, 21, 23 3410, 3412, 4101, 4102, 4153, 4154, 4157, 4158, 4160 |
| Munkanapokon 1 járat által érintett. |                                            |         | |
| ∫                                    | Ózd, kórház                                | ∫       | 1, 2, 4, 8, 12, 20, 21 4101, 4102 |
| 3                                    | Ózd, Pázmány út 39.                        | 1.7 km  | 4101, 4153, 4158, 4160 |
| 4                                    | Ózd, Pázmány út 150.                       | 2.6 km  | 3410, 3412, 4101, 4153, 4157, 4158, 4160 |
| 5                                    | Farkaslyuk, Eperjes dűlő                   | 3.4 km  | 4101, 4153, 4158, 4160 |
| 6                                    | Farkaslyuk, Boroszló telep                 | 4.1 km  | 4101, 4153, 4158, 4160 |
| 7                                    | Farkaslyuk, autóbusz-váróterem             | 4.5 km  | 3410, 3412, 4101, 4153, 4154, 4157, 4158, 4160 |
| 8                                    | Farkaslyuk, újtelep                        | 5.1 km  | 3410, 3412, 4153, 4154, 4157, 4160 |
| 9                                    | Farkaslyuk, Görgei utca (↓)                | 5.7 km  | 3410, 4153, 4157, 4160 |
| 10                                   | Csernely, fehérneműüzem bejárati út        | 10.5 km | 3410, 3412, 4153, 4154, 4157, 4160 |
| 11                                   | Csernelyi elágazás                         | 11.2 km | 3410, 3412, 3486, 4153, 4154, 4157, 4160 |
| 12                                   | Csernely, autóbusz-váróterem               | 11.6 km | 3410, 3412, 3486, 4154, 4157, 4160 |
| 13                                   | Vállós úti major                           | 13.0 km | 3410, 3412, 4157 |
| 14                                   | Bükkmogyorósd, autóbusz-váróterem          | 14.1 km | 3410, 3412, 3486, 4157 |
| 15                                   | Vállós úti major                           | 15.2 km | 3410, 3412, 4157 |
| 16                                   | Csernely, autóbusz-váróterem               | 16.6 km | 3410, 3412, 3486, 4154, 4157, 4160 |
| 17                                   | Csernelyi elágazás                         | 17.0 km | 3410, 3412, 3486, 4153, 4154, 4157, 4160 |
| 18                                   | Csernely, Vörösmarty utca 5.               | 17.4 km | 3486, 4153, 4154, 4160 |
| 19                                   | Csernely, tanya                            | 18.1 km | 4153, 4160 |
| 20                                   | Lénárddaróc, Dózsa György utca 125.        | 19.2 km | 3486, 4153, 4154, 4160 |
| 21                                   | Lénárddaróc, községháza                    | 19.6 km | 3486, 4153, 4154, 4160, 4195 |
| 22                                   | Lénárddaróc, Dózsa György utca 4.          | 20.1 km | 3486, 4153, 4154, 4160, 4195 |
| 23                                   | Lénárddaróc, újtelep                       | 20.6 km | 3486, 4153, 4154, 4160, 4195 |
| 24                                   | Kismezőpuszta                              | 21.2 km | 3486, 4153, 4154, 4160, 4195 |
| 25                                   | Csokvaományi elágazás                      | 22.7 km | 4153, 4154, 4160, 4193, 4194, 4195 |
| 26                                   | Csokvaomány, óvoda                         | 24.2 km | 3486, 4154, 4160, 4193, 4194, 4195 |
| 27                                   | Csokvaomány, tűzoltószertár                | 24.5 km | 3486, 4154, 4160, 4193, 4194, 4195 |
| 28                                   | Csokvaomány, Fő tér vonalközi végállomás   | 25.1 km | 3486, 4154, 4160, 4193, 4194, 4195 |
| 29                                   | Csokvaomány, tűzoltószertár                | 25.7 km | 3486, 4154, 4160, 4193, 4194, 4195 |
| 30                                   | Csokvaomány, óvoda                         | 26.0 km | 3486, 4154, 4160, 4193, 4194, 4195 |
| 31                                   | Csokvaományi elágazás                      | 27.5 km | 4153, 4154, 4160, 4193, 4194, 4195 |
| 32                                   | Csokvaomány vasútállomás, bejárati út      | 27.7 km | 4153, 4154, 4160, 4193, 4194, 4195 |
| 33                                   | Nekézseny, Széchenyi utca 11.              | 29.6 km | 4059, 4061, 4153, 4154, 4160, 4194 |
| 34                                   | Nekézseny, híd                             | 30.0 km | 4059, 4061, 4153, 4154, 4160, 4194 |
| 35                                   | Nekézseny, községháza                      | 30.4 km | 4059, 4061, 4153, 4154, 4160, 4194 |
| 36                                   | Nekézseny, Arany János utca 45.            | 30.9 km | 4059, 4061, 4153, 4154, 4160, 4194 |
| 37                                   | Dédestapolcsány, Tó utcai autóbusz-forduló | 35.2 km | 3408, 4059, 4060, 4061, 4153, 4154, 4160, 4194 |
| 38                                   | Dédestapolcsány, élelmiszerbolt            | 36.0 km | 3408, 4058, 4059, 4060, 4061, 4153, 4154, 4160, 4194 |
| 39                                   | Dédestapolcsány, italbolt                  | 36.7 km | 1054 3408, 4058, 4059, 4060, 4061, 4153, 4154, 4160, 4194 |
| 40                                   | Dédestapolcsány, mályinkai elágazás        | 37.4 km | 4058, 4059, 4060, 4061, 4153, 4154, 4160, 4194 |
| 41                                   | Mályinka, alsó                             | 39.0 km | 4058, 4059, 4060, 4061, 4153, 4160, 4194 |
| 42                                   | Mályinka, emlékmű                          | 39.3 km | 4058, 4059, 4060, 4061, 4153, 4160, 4194 |
| 43                                   | Mályinka, tűzoltószertár végállomás        | 39.9 km | 4058, 4059, 4060, 4061, 4153, 4160, 4194 |